# Volley Menen
Volley Club Menen – belgijski klub siatkarski z Menen. Obecnie występuje w najwyższej klasie rozgrywek klubowych (EuroMillions Volley League). Od nazwy sponsora klub przyjął nazwę Prefaxis Menen.

## Nazwy klubu
- 2004-2006 Par-Ky Menen
- 2006-2008 Volley Menen
- 2008-2009 Par-Ky Menen
- 2009-2016 Prefaxis Menen
- 2018-2019 Par-Ky Menen
- 2019- Decospan Volley Team Menen

## Sukcesy
Liga belgijska:
- 2022[1]
- 2007, 2013, 2016, 2021

Superpuchar Belgii:
- 2024[2]

## Bilans sezon po sezonie
| Sezon     | Rozgrywki ligowe | Puchar Belgii | Europejskie puchary | Europejskie puchary |
| Sezon     | Miejsce          | Puchar Belgii | Rozgrywki klubowe   | Osiągnięcie         |
| --------- | ---------------- | ------------- | ------------------- | ------------------- |
| 2003/2004 | 4. miejsce       |               | Puchar CEV          | faza główna         |
| 2004/2005 | 3. miejsce       |               | Puchar Top Teams    | faza kwalifikacyjna |
| 2004/2005 | 3. miejsce       | Puchar CEV    | faza główna         |                     |
| 2005/2006 | 3. miejsce       |               | Puchar CEV          | faza główna         |
| 2006/2007 | 3. miejsce       | 2. miejsce    | Puchar CEV          | 1/8 finału          |
| 2007/2008 | 7. miejsce       | półćfinał     | Puchar CEV          | 1/8 finału          |
| 2008/2009 | 9. miejsce       | ćwierćfinał   |                     |                     |
| 2009/2010 | 7. miejsce       | 1/8 finału    |                     |                     |
| 2010/2011 | 6. miejsce       | półfinał      | Puchar Challenge    | ćwierćfinał         |
| 2011/2012 | 5. miejsce       | półfinał      | Puchar Challenge    | półfinał            |
| 2012/2013 | 3. miejsce       |               | Puchar Challenge    | III runda           |
| 2013/2014 | 6. miejsce       |               | Puchar CEV          | 1/8 finału          |
| 2014/2015 | 5. miejsce       | ćwierćfinał   |                     |                     |
| 2015/2016 | 3. miejsce       | 1/8 finału    | Puchar Challenge    | półfinał            |
| 2016/2017 | 5. miejsce       |               |                     |                     |
| 2017/2018 | 4. miejsce       | półfinał      | Puchar Challenge    | 1/4 finału          |
| 2018/2019 | 4. miejsce       | półfinał      | Puchar CEV          | 1/16 finału         |
| 2019/2020 | –                | ćwierćfinał   |                     |                     |
| 2020/2021 | 3. miejsce       | ćwierćfinał   |                     |                     |
| 2021/2022 | 2. miejsce       | półfinał      | Puchar CEV          | 1/16 finału         |
| 2022/2023 | 5. miejsce       | finał         | Liga Mistrzów       | faza grupowa        |
| 2023/2024 | 5. miejsce       | finał         | Puchar CEV          | 1/16 finału         |
| 2024/2025 |                  |               | Puchar Challenge    |                     |

- Sezon 2019/2020 nie został dokończony z powodu  rozprzestrzenia się koronawirusa w Belgii

Poziom rozgrywek:
     pierwszy, najwyższy ogólnokrajowy
     drugi
     trzeci
     czwarty
     piąty

## Polacy w klubie
| Lata gry  | Imię i nazwisko  |
| --------- | ---------------- |
| 1999-2002 | Dariusz Grobelny |
| 2016-2017 | Mikołaj Sarnecki |
| 2016-2018 | Janusz Górski    |